# Freddy Scholz
Freddy Scholz (* 14. September 1961 in Düsseldorf) ist ein ehemaliger deutscher Säbelfechter und Teilnehmer an den Olympischen Spielen 1984 in Los Angeles. Er focht beim TSV Bayer Dormagen.
Scholz gewann 1982 die Deutschen Juniorenmeisterschaften im Säbelfechten. Im selben Jahr wurde er Dritter bei den deutschen Meisterschaften der Aktiven. 1984 wurde er Vizemeister. Bei den Olympischen Spielen 1984 nahm er im Einzel und mit der Mannschaft teil. Im Einzel konnte er sich für die Finalrunde qualifizieren und wurde letztendlich Zehnter. Die Herrensäbel-Mannschaft (Schneider, Nolte, Stratmann, Volkmann) belegte nach einer Niederlage gegen Rumänien im Gefecht um den dritten Platz den vierten Rang.
Nach seiner aktiven Karriere war Scholz als Trainer in Ratingen tätig und trainierte unter anderem Eero Lehmann.